# Funk (Purple Disco Machine)
Funk è un singolo di Purple Disco Machine, pubblicato il 5 gennaio 2014.

## Tracce
1. Funk (Original Mix) – 7:05
2. Magic Moll (Original Mix) – 6:26